# Magdeleine Real del Sarte
Magdeleine Real del Sarte (Parigi, 23 giugno 1853 – Parigi, 16 marzo 1927) è stata una pittrice francese.

## Biografia
Marie Magdeleine Real del Sarte nacque a Parigi nel 1853 da François Delsarte, musicista, cantante e teorico, e da Rosine Andrien (sorella di Thérèse Wartel). Il suo nome completo era Marie Madeleine Blanche Geneviève Delsarte, che ella cambiò in Real del Sarte dopo il suo matrimonio con lo scultore Désiré Louis Réal,
celebrato il 1º marzo 1887
I genitori speravano di farle intraprendere la carriera musicale, ma ella preferì dedicarsi alla pittura e al disegno. Nel 1871, pertanto, Magdeleine si iscrisse alla Scuola nazionale di disegno per giovinette, in rue de Seine, dove rimase 3 anni prima di entrare, nel 1874, nell'Académie Julian, dove fu allieva di Gustave Boulanger, Tony Robert-Fleury e di Jules Lefebvre.
Magdeleine per sei anni perfezionò la sua tecnica del disegno, poi, nel 1880, passò alla pittura. Durante quel periodo di studi dipinse e vendette ventagli e cortine, dando anche lezioni di disegno, d'acquarello e di pianoforte.
Nel 1877 si decise ad esporre per la prima volta al Salon, presentando due ritratti fra cui quello di suo fratello Gustavo, eseguito al carboncino. Da quel momento la sua carriera iniziò e sette anni dopo (1884) Magdeleine portò al Salon il suo primo olio su tela. 
Magdeleine era cugina di Georges Bizet, e madre dello scultore Maxime Real del Sarte (1888-1954). Nel 1880 divenne docente all'Académie Julian ed ebbe come allievi sua figlia Geneviève Bouts Réal del Sarte e sua nipote, figlia di suo fratello, Thérèse Geraldy.
Nel 1892, a causa di un diverbio con Hélène Bertaux (detta M.me Léon Bertaux), presidente e fondatrice dell'"Union des femmes peintres et sculpteurs" lasciò l'Unione e, con Amélie Valentino e Marguerite Souley-Darqué, creò la "Société des femmes artistes". Le mostre di questa nuova associazione femminile d'arte ebbero luogo dal 1893 al 1907 alla galleria Georges Petit. Le opere di Magdeleine del Sarte, essendo state esposte in diversi Salon, verranno poi stampate come cartoline dal 1903 in poi.
Per tutta la sua carriera Magdeleine diede lezioni di disegno, pittura a olio e acquarello in numerose scuole parigine. Questa lunga continuità d'insegnamento le fece meritare il titolo di "Ufficiale d'Accademia" nel gennaio del 1905, quindi, nell'aprile del 1923, quello di "Ufficiale della pubblica istruzione". Verso la fine della vita ella dedicò meno tempo alla pittura e riprese a suonare il piano, pur lamentandosi con i parenti di una certa carenza di ascoltatori.
Magdeleine morì a Parigi il 16 marzo 1927. Aveva 74 anni.

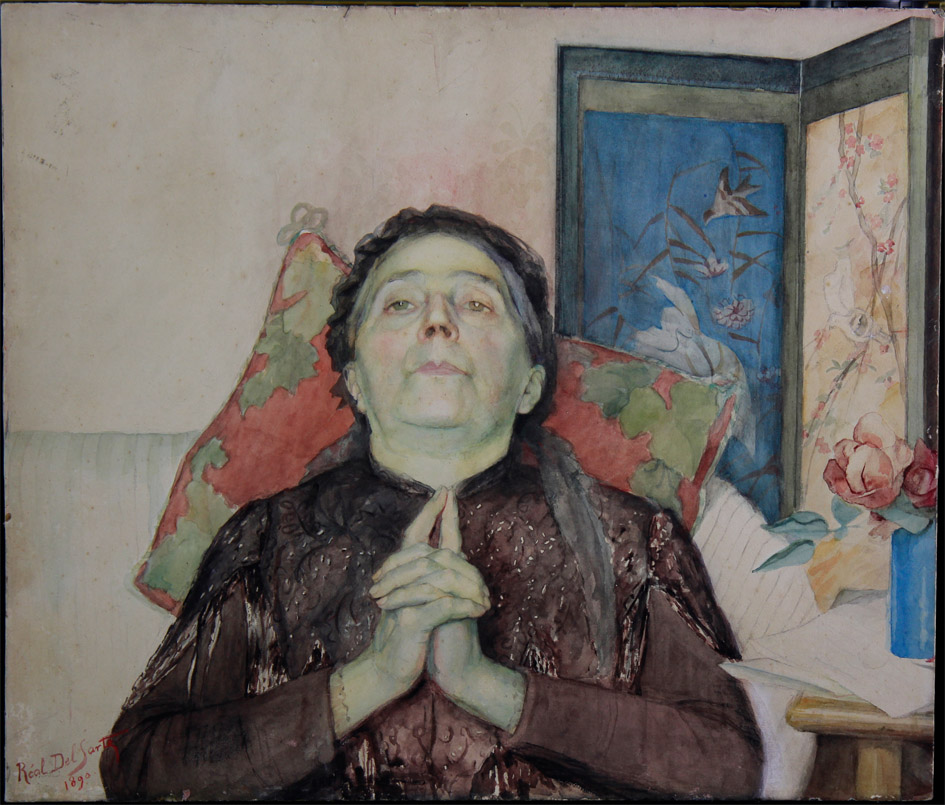
Il riposo, 1890
La madre dell'artista

## Opere scelte
- Portrait de l'abbé P., (1879) - (L'abate Pilet era un amico di famiglia)
- Portrait de M.me François Del Sarte, (1882) - (È la madre della pittrice che le faceva spesso da modella)
- Misère o Le mendiant aveugle, (1886) - Museo d'arte di Saint-Louis (USA), dono di Mrs William Stix, moglie di Ernest William Stix, proprietario della "Rice Stix Dry Goods Cie" nel 1914.[6][7].
- La révérence, (1889) - Metropolitan Museum of Art, New-York, Collezione Havemeyer. Il quadro era presente nella collezione Havemeyer sino al 1907; in seguito fu messo in deposito presso la galleria Durand-Ruel. In una lettera del 19 febbraio 1932, indirizzata a Horace Havemeyer, Durand-Ruel gli chiese cosa doveva fare di quella tela. Il quadro entrò al MET nel 1929 come donazione di Havemeyer.[8][9]
- Après le bal (1892).[10][11]
- Rêverie, 1893. Questo è certamente il quadro più riprodotto ed esposto numerose volte. È stato anche impiegato come copertina di Le Monde illustré. Vincitore di una medaglia di bronzo all'Expo del 1900.[12]
- Do you want a model ?, (1905).

## Le firme
Le opere giovanili sono firmate "Madeleine Del Sarte", in seguito ella aggiunse una "g" al suo nome. Di queste ultime, le prime apparvero nel 1877. Le opere del periodo anteriore al suo matrimonio sono firmate "Del Sarte" o "Magdeleine Del Sarte" (talvolta soltanto "Magdeleine" e, raramente, con il monogramma "DM"). A partire dal 1887, anno delle sue nozze, la sua firma divenne "Real Del Sarte". Negli anni '20 il suo cognome è talvolta preceduto dal nome, certamente per distinguere le sue opere da quelle di suo figlio. Durante quegli stessi anni la D maiuscola di "Del" divenne minuscola, e la firma divenne allora "Real del Sarte". Alcuni vecchi quadri, infine, portano un "Real" chiaramente aggiunto alla vecchia firma, onde poterli esporre ancora.

## Mostre
- 1877 : Salon des Champs-Élysées, n° 2578 - Portrait de M.lle L, n° 2579 - Portrait de Mr. Del Sarte fils[13]
- 1879 : Salon des Champs-Élysées, n° 3470 - Portrait de l'abbé P., n° 3471 - Étude (carboncino)[14]
- 1882 : Salon des Champs-Élysées. Espose il suo primo olio:  Portrait de M.me F. Del Sarte
- 1884 : Salon de l'"Union des femmes peintres et sculpteurs". Prima esposizione. Portrait de M.me Veuve Del Sarte - Portrait de Gustave Del Sarte
- 1884 : Salon des Champs-Élysées. La joueuse de mandoline
- 1885 : Salon des Champs-Élysées, n° 757 - Ma Bonne[15]
- 1885 : Salon International de blanc et noir. Prima esposizione. Profil de jeune homme - Tête d'étude - Portrait de M.me F.D.
- 1886 : Salon de l'"Union des femmes peintres et sculpteurs". Tête de négresse
- 1886 : Salon des Champs-Élysées, n° 260 - Misère. Menzione d'onore.
- 1888 : Londra. Mostra dei diplomati francesi. Medaglia d'oro di 1ª classe per il quadro Ma bonne
- 1888 : 7ª mostra dell'"Union des femmes peintres et sculpteurs" al Grand Palais. (acquarelli)[16]
- 1888 : Salon des champs-Élysées, n° 2113 - Portrait de M.lle Andrée T[17].
- 1888 : Salon international de blanc et noir - Frou-Frou.
- 1889 : Salon des Champs-Élysées, n° 2243 - Portrait de M.G.D.[18]Ritratto di Gabriel Dehaynin. (Gabriel Dehaynin era il Dirigente di cui suo marito era il segretario particolare. Costui era l'erede di una grande famiglia di industriali e fondatore della Società del gas Lebon.[19] - Scapin.
- 1889 : Salon des femmes peintres et sculpteurs, - Mascarille - En 1800
- 1889 : Expo. Ma bonne - Portrait de M.C., menzione d'onore[20]
- 1890 : Salon des Champs-Élysées, n° 2006 - Portrait de M.me François del Sarte, n° 2007 - Manon Lescaut[21][22]
- 1890 : 9ª mostra dell'"Union des femmes peintres et sculpteurs", n° 612 - La révérence,[23] - La défroque de la grand-mère.
- 1891 : Salon des Champs-Élysées, n° 1381 - Portrait de Camille C.[24]
- 1891 : Salon de l'"Union des femmes peintres et sculpteurs" - Repos
- 1892 : Salon des Champs-Élysées, - Après le bal
- 1893 : Esposizione delle donne artiste, Galerie G.Petit[25] - Un trottin - Rêverie
- 1894 : Exposition des femmes artiste, Galleria G.Petit[26] - Une merveilleuse
- 1894 : Salon des Champs-Élysées, n° 1525 - Portrait de M.me S.[27][28], - Maxime dort

- 1895 : Salon des Champs-Élisées - Midi - Post-scriptum
- 1895 : Salon des femmes artistes, Galerie G.Petit - Entre deux danses
- 1896 : Exposition des femmes artistes, Galerie G.Petit - Chez Duval - Midi - Dans le harem
- 1897 : Exposition des femmes artistes, Galerie G.Petit - En Normandie - Faut pas de modèle ? - Post-scriptum
- 1897 : Salon des Champs-Élysées - Portrait de son fils Maxime
- 1899 : Exposition des femmes artistes, Galerie G.Petit.
- 1899 : Salon des Champs-Élysées - Soir d'été
- 1900 : Salon des Champs-Élysées - Portrait de André Del Sarte
- 1900 : Expo. Medaglia di bronzo (Rêverie)[29]
- 1900 : Esposizione decennale di belle arti.
- 1902 : Salon des femmes artistes, Galerie G.Petit - Midi - Les deux amies - Danseuse arabe.
- 1903 : Salon Pendant le sermon, edito come cartolina.
- 1904 : Salon des femmes artistes, Galerie G.Petit - Flanerie - Mon fils Serge - Au Tréport - L'esclave noire
- 1905 : Salon  La mouche, edito come cartolina.
- 1905 : Salon des femmes artistes, Galerie G.Petit - Portrait de M.lle Geraldy - La mouche - Dames seules
- 1906 : Salon des femmes artistes, Galerie G.Petit - Voila le plaisir - Esclave
- 1906 : Salon En selle - Dr. Faust, edito come cartolina - Le thé
- 1907 : Salon du Grand-Palais - Après le bain, edito come cartolina.
- 1908 : Salon des Champs-Élysées - Portrait de Mr Désiré Real del Sarte
- 1909 : Salon des Champs-Élysées - Le chemin de la croix
- 1910 : Salon des Champs-Élysées - Dames seules
- 1912 : Salon des Champs-Élysées - Geneviève
- 1914 : Salon des Champs-Élysées - Printemps - Dans le harem
- 1920 : Salon des Champs-Élysées - Portrait de M.me Max Real Del Sarte
- 1921 : Salon des Champs-Élysées - Portrait d'homme - Les deux amies
- 1923 : Salon des Champs-Élysées - Faunesse
- 1926 : Salon des Champs-Élysées - Maggy

## Galleria d'immagini

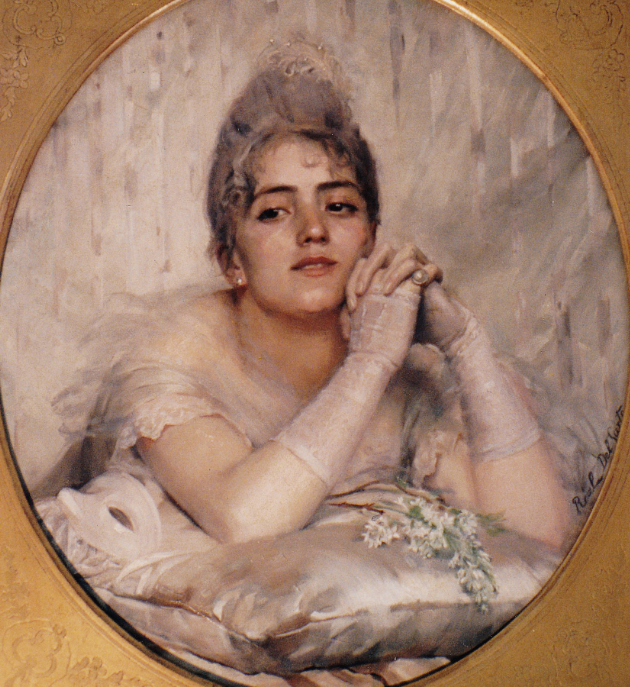
Rêverie
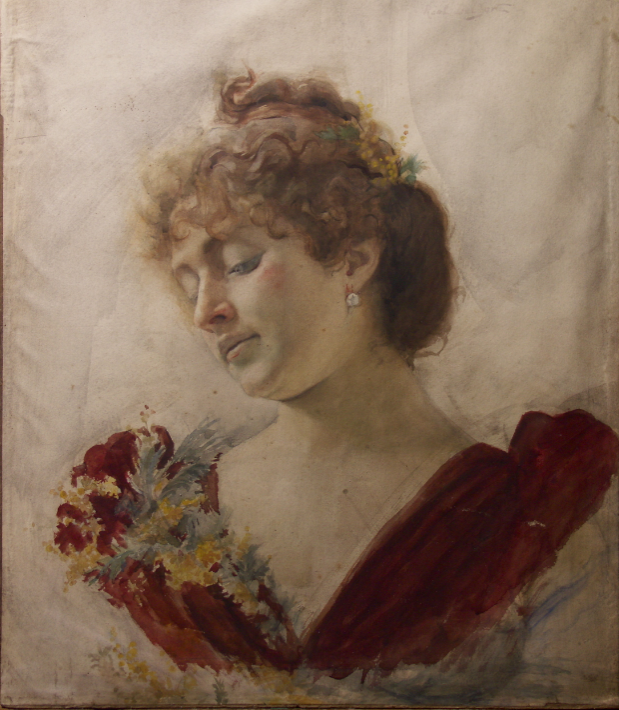
Ritratto di donna
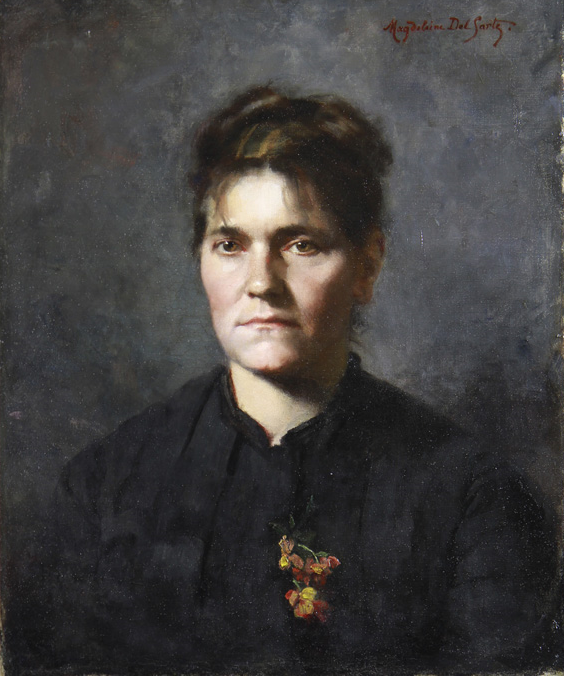
Ma bonne, 1885
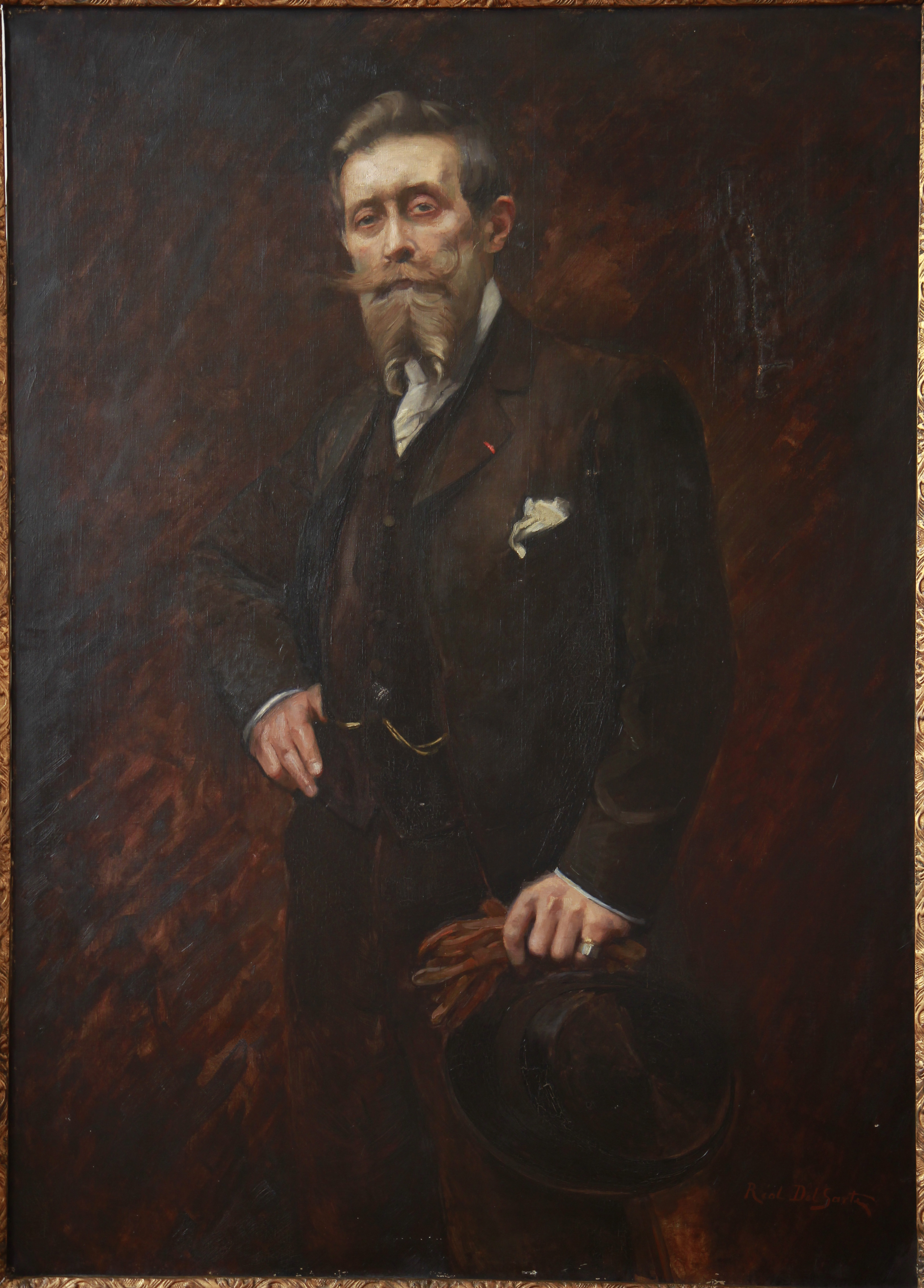
Ritratto del marito, 1908

## Collegamenti esterni

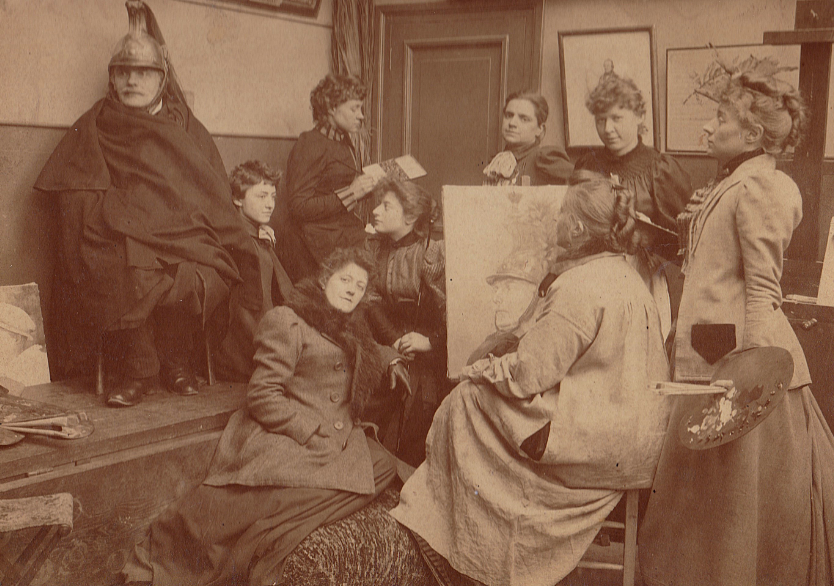
L'Atelier di Magdeleine